# 沈坚白
沈坚白（英語：Chien-Bor Sung，简写为“C. B. Sung”，1925年2月1日—2013年11月14日
），男，上海人，美籍华裔科学家、企业家，友升国际公司董事长，曾任欧美同学会海外名誉副会长，中国改革开放后曾在华投资成立北京吉普和北京长城饭店。
其妻郭志娴（Beulah Kwok）为永安百貨郭沛勳家族后裔，郭琳爽之女，二人1953年结婚。